# Brachyrhaphis olomina
Brachyrhaphis olomina es un pez de la familia de los pecílidos en el orden de los ciprinodontiformes.

## Morfología
Los machos pueden alcanzar los 6 cm de longitud total y las hembras los 3,4 cm.

## Distribución geográfica
Se encuentran en Centroamérica: Honduras, Costa Rica.